# Ріц (Австрія)
Ріц (нім. Rietz) —  громада округу Імст у землі Тіроль, Австрія.
Ріц лежить на висоті  685 м над рівнем моря і займає площу  19,57 км². Громада налічує 2126 мешканців. 
Густота населення 109/км².  
|                              |
| Ріц на мапі округу та землі. |

 Адреса управління громади: Kluibenschedlstraße 7, 6421 Rietz (Tirol). 

## Демографія
Історична динаміка населення міста за даними сайту Statistik Austria

## Виноски
1. ↑  Dauersiedlungsraum der Gemeinden Politischen Bezirke und Bundesländer - Gebietsstand 1.1.2018 — Статистичне управління Австрії.
2. ↑  https://www.statistik.at/blickgem/blick1/g70215.pdf
3. ↑   www.rietz.at
4. ↑  Gemeindedaten von Rietz (Tirol)

| Австрія | Це незавершена стаття з географії Австрії. Ви можете допомогти проєкту, виправивши або дописавши її. |